# 소림목인항
《소림목인항》(少林木人巷: Shaolin Wooden Men)는 홍콩에서 제작된 진지화 감독의 1976년 액션 영화이다. 성룡 등이 주연으로 출연하였고 나유 등이 제작에 참여하였다. 대한민국에서는 《성룡의 일대영웅》, 《성룡의 소림목인항》 등의 제목으로 출시되기도 했다.

## 출연

### 주연
- 성룡
- 금강
- 용군아